# Parafia św. Wawrzyńca w Różynach
Parafia św. Wawrzyńca w Różynach – parafia rzymskokatolicka, znajdująca się w archidiecezji gdańskiej, w dekanacie Pruszcz Gdański.